# Parafia św. Łukasza w Burandzie
Parafia św. Łukasza w Burandzie – parafia rzymskokatolicka, należąca do archidiecezji Brisbane.
Parafia prowadzona jest przez księży diecezjalnych.